# Ernestina d'Errico Ciccotti
Ernestina d'Errico Ciccotti (Palazzo San Gervasio, 1866 – Roma, 1947) è stata una traduttrice e letterata italiana.

## Biografia
Figlia di Raffaella Amati e Giuseppe Nicola d’Errico, sposa Ettore Ciccotti. Sua zia era la poetessa Virginia d'Errico, sorella del padre.
Ebbe una solida preparazione culturale e un'approfondita conoscenza delle lingue inglese e francese. Deve la sua notorietà soprattutto alla prima traduzione in lingua italiana del saggio The French Revolution (La Rivoluzione francese) di Thomas Carlyle, edito in tre volumi da Luigi Mongini (Roma, 1906) e, prima ancora, il romanzo La Terra Promessa di William Morris (d. Max Kantorcwiez–Gattini, Milano 1895).
Collaborò nell'attività letteraria del marito nell'ambito della sociologia, attivandosi anche sui temi della condizione femminile. Collabora inoltre col marito per le traduzioni di opere di Karl Marx, Friedrich Engels e Ferdinand Lassalle, pubblicate dall'Avanti! nei primi anni del ventesimo secolo). Lavorò in qualità di traduttrice alla Biblioteca di Storia Economica di Vilfredo Pareto e Ettore Ciccotti.